# NGC 700
NGC 700 je galaksija u zviježđu Andromeda. Pripada galaktičkom skupu Abell 262. Otkrio ju je astronom Bindon Stoney, 28. listopada 1850.

## Vanjske poveznice
- SEDS: NGC 700